# ماثيو كارلسون
ماثيو كارلسون (بالإنجليزية: Matthew Carlson)‏ هو كاتب سيناريو ومنتج أفلام أمريكي، ولد في 10 فبراير 1951 في مانهاتن في الولايات المتحدة.

## وصلات خارجية
- ماثيو كارلسون على موقع IMDb (الإنجليزية)
- ماثيو كارلسون على موقع ألو سيني (الفرنسية)
- ماثيو كارلسون على موقع أول موفي (الإنجليزية)
- ماثيو كارلسون على موقع قاعدة بيانات الفيلم (الإنجليزية)
- ماثيو كارلسون على موقع كينوبويسك (الروسية)